# جامعة دونيتسك الوطنية
جامعة دونيتسك الوطنية:تأسست في عام 1937 في مدينة ستالينو، المسماة الآن مدينة دونيتسك، كمعهد لتدريب المعلمين. في ذلك الوقت كانت تضم علي كليتين فقط . في عام 1965 حولت إلى جامعة كلاسيكية وكانت تضم 10 كليات . في عام 2000 منحتها الدولة الأوكرانية الحق ان تسمى الجامعة الوطنية اعترافا بانجازاتها التعليمية والعلمية.
في عام 2014 نتيجة للأحداث السياسية والعسكرية في دونيتسك تم نقل الجامعة الي مدينة فينيتسا.

## كليات الجامعة
- كلية الرياضيات والعلوم المعلوماتية
- كلية الفيزياء والتكنولوجيا
- كلية علوم الأحياء
- كلية الكيمياء
- كلية التاريخ
- كلية الآداب
- كلية اللغات الأجنبية
- كلية الاقتصاد
- كلية الفنون